# 灭鼠行动
12·25灭鼠行动，是2006年新疆维吾尔自治区警方开展的一场反恐军事行动。

## 简介
此次反恐行动的地点是新疆维吾尔自治区阿克陶县库斯拉甫乡。12月25日，由新疆警方发起对东突恐怖分子的训练基地的围剿作战。30多名恐怖分子被擒。据2009年7月6日中国中央电视台军事·农业频道的纪实栏目《军事纪实》中的节目《歼灭恐怖分子纪实》报道，双方各有伤亡。